# Skokan krabožravý
Skokan krabožravý (Fejervarya cancrivora) nebo také skokan raja je druh žáby z čeledi Dicroglossidae. Obývá nížinné deštné lesy a mangrovy jihovýchodní Asie od indického státu Urísa po jižní Čínu a Tchaj-wan, byl uměle vysazen také na Guamu a Nové Guineji. Má ze všech žijících obojživelníků nejvyšší toleranci vůči slané vodě: některé populace jsou čistě sladkovodní, ale jiné se vysyktují v brakické vodě a dokážou na několik hodin přežít i v mořské vodě. U mořského pobřeží se skokani živí převážně kraby, ve vnitrozemí tvoří jejich jídelníček hmyz a menší žáby. Samci měří okolo 7 cm a samice 8 cm (ve výjimečných případech až 12 cm), pulci dosahují maximální délky 40 mm. Je zbarven šedohnědě s tmavšími skvrnami, břicho je šedobílé. Stehýnka tohoto druhu jsou domorodci pokládána za pochoutku a bývá pro ně také chován v zajetí.